# Municipio de Tanhuato
El municipio de Tanhuato es uno de los 113 municipios en que se divide el estado mexicano de Michoacán de Ocampo, localizado en el noroeste del estado y en los límites con el de Jalisco. Su cabecera es la población de Tanhuato de Guerrero.

## Geografía
El municipio de Tanhuato se encuentra localizado en el noroeste del estado de Michoacán y tiene una extensión territorial de 228.732 kilómetros cuadrados que representan el 0.38% de la superficie total del estado. Sus coordenada geográficas extremas son 20°11′ - 20°22′ de latitud norte y 102°13′ - 102°27′ de longitud oeste. Su altitud fluctúa entre 1 600 y 2 000 metros sobre el nivel del mar.
Limita al norte con el municipio de Vista Hermosa, el estado de Jalisco y el municipio de Yurécuaro; al este con los municipios de Yurécuaro y Ecuandureo; al sur con los municipios de Ecuandureo e Ixtlán y al oeste con los municipios de Ixtlán y Vista Hermosa.
Junto con los municipios de Angamacutiro, Coeneo, Churintzio, Ecuandureo, Huaniqueo, Jiménez, Morelos, Numarán, Panindícuaro, Penjamillo, La Piedad, Puruándiro, Yurécuaro, Zacapu, Zináparo y José Sixto Verduzco, forma parte de la Región 2. Bajío.

## Demografía
La población total del municipio de Tanhuato es de 15 534 habitantes, lo que representa un crecimiento promedio de 0.24% anual en el período 2010-2020 sobre la base de los 15 176 habitantes registrados en el censo anterior. Al año 2020 la densidad del municipio era de 68,11 hab/km².
| Gráfica de evolución demográfica de Municipio de Tanhuato entre 2000 y 2020 |
|                                                                             |
| Fuente: Instituto Nacional de Estadística Geografía e Informática           |

En el año 2010 estaba clasificado como un municipio de grado muy bajo de vulnerabilidad social, con el 11.75% de su población en estado de pobreza extrema.
La población del municipio está mayoritariamente alfabetizada (11.49% de personas analfabetas al año 2010) con un grado de escolarización en torno de los 6.5 años. Solo el 1.44% de la población se reconoce como indígena.
El 97.73% de la población profesa la religión católica. El 1.45% adhiere a las iglesias Protestantes, Evangélicas y Bíblicas.

### Localidades
En el censo de 2020 el municipio de Tanhuato contaba con 16 localidades.
| Código INEGI    | Localidad            | Población (2020) |
| --------------- | -------------------- | ---------------- |
| 160860001       | Tanhuato de Guerrero | 8 707            |
| 160860004       | Los Charcos          | 1 362            |
| 160860002       | El Calvario          | 1 255            |
| 160860003       | Las Cieneguitas      | 1 249            |
| 160860011       | Tinaja de Vargas     | 820              |
| 160860012       | Villanueva           | 735              |
| 160860010       | Tarimoro             | 591              |
| 160860009       | San José de Vargas   | 372              |
| 160860007       | La Presa             | 185              |
| 160860008       | Rancho Nuevo         | 158              |
| 160860013       | El Sicuicho          | 48               |
| 160860018       | Agua Gruesa          | 23               |
| 160860014       | Los Mogotes          | 14               |
| 160860025       | El Nopal             | 8                |
| 160860017       | Jehersa              | 6                |
| 160860023       | Las Tortugas         | 1                |
| Total municipal | Total municipal      | 15 534           |

## Política
El gobierno del municipio de Tanhuato corresponde a su ayuntamiento. Éste es electo por sufragio directo, universal y secreto para un periodo de tres años no renovables para el periodo inmediato pero si de forma no consecutiva, el periodo constitucional comienza el día 1 de enero del año siguiente a su elección.
El ayuntamiento está conformado por el presidente municipal, un Síndico y el cabildo integrado por siete regidores, cuatro electos por el principio de mayoría relativa y tres por el de representación proporcional.

### Representación legislativa
Para la elección de diputados locales al Congreso de Michoacán y de diputados federales a la Cámara de Diputados federal, el municipio de Tanhuato se encuentra integrado en los siguientes distritos electorales:
Local:
- Distrito electoral local de 1 de Michoacán con cabecera en La Piedad.[12]

Federal:
- Distrito electoral federal 5 de Michoacán con cabecera en Zamora de Hidalgo.[13]